# デッドマン装置

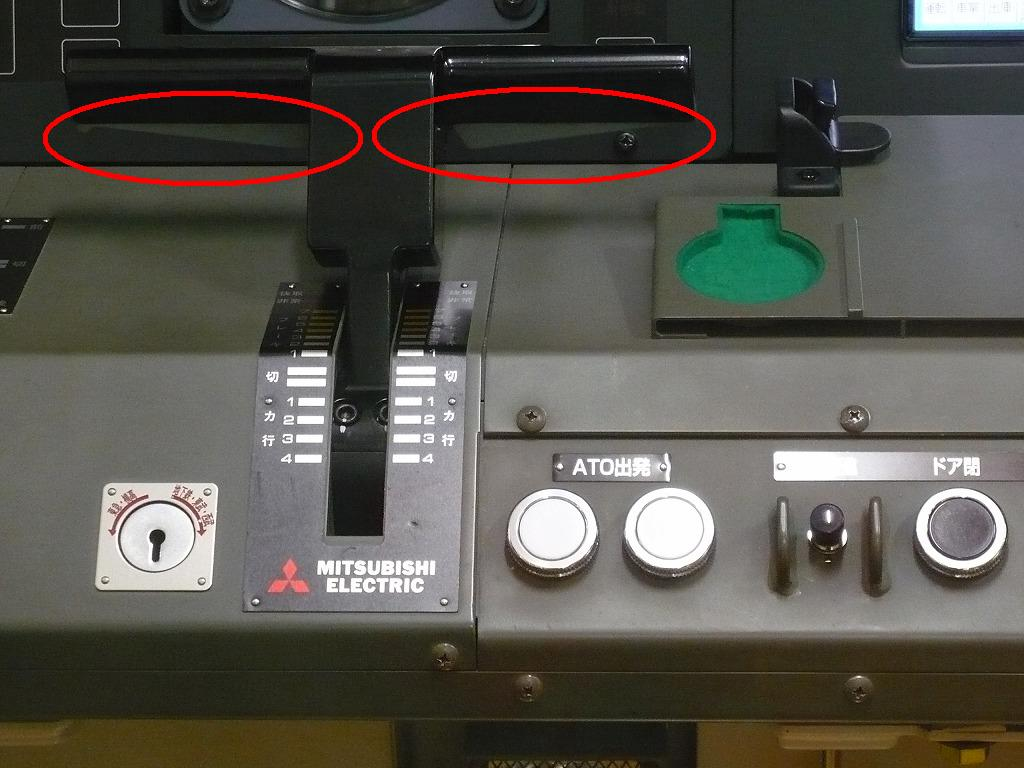
東京メトロ10000系電車のマスコンハンドル。赤い線で囲まれた部分がデッドマン装置の握り部。運行中は指で押さえこんで操作する

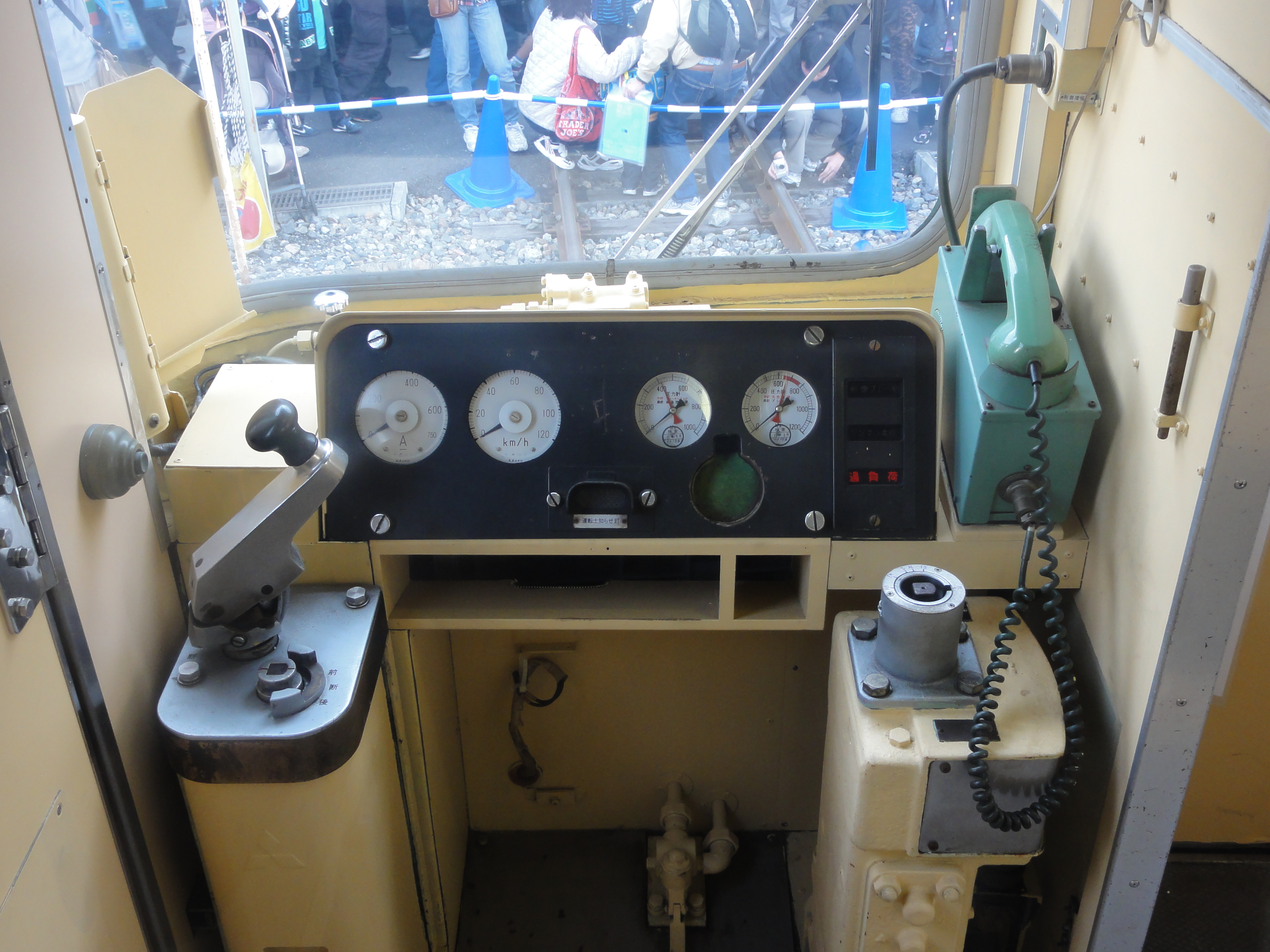
営団3000系電車の運転台。マスターコントローラのハンドルを押し下げるタイプのデッドマン装置

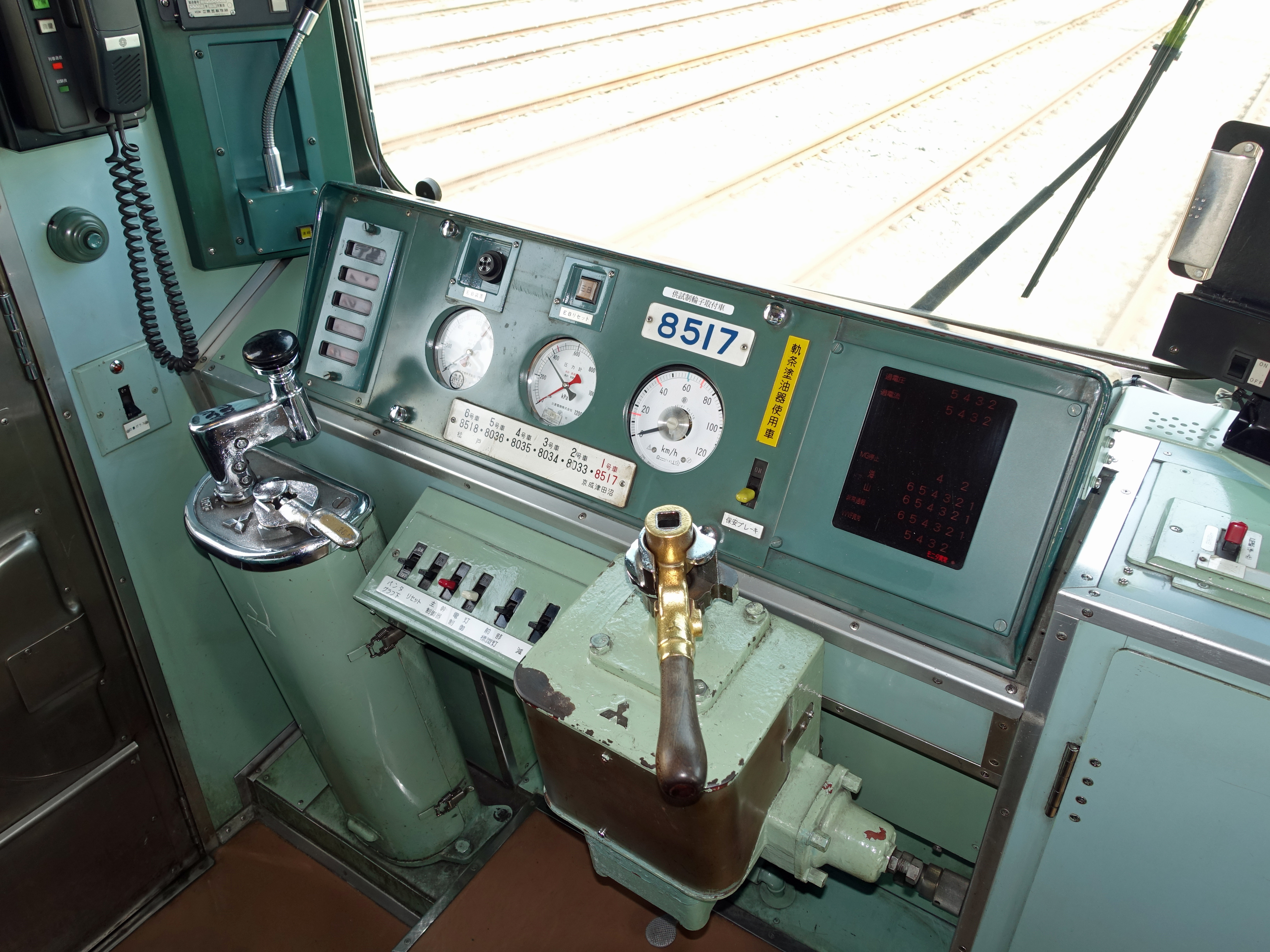
新京成電鉄8000形電車の運転台。マスターコントローラのハンドルの黒い部分を押さえ続けるタイプのデッドマン装置。EB装置も併設

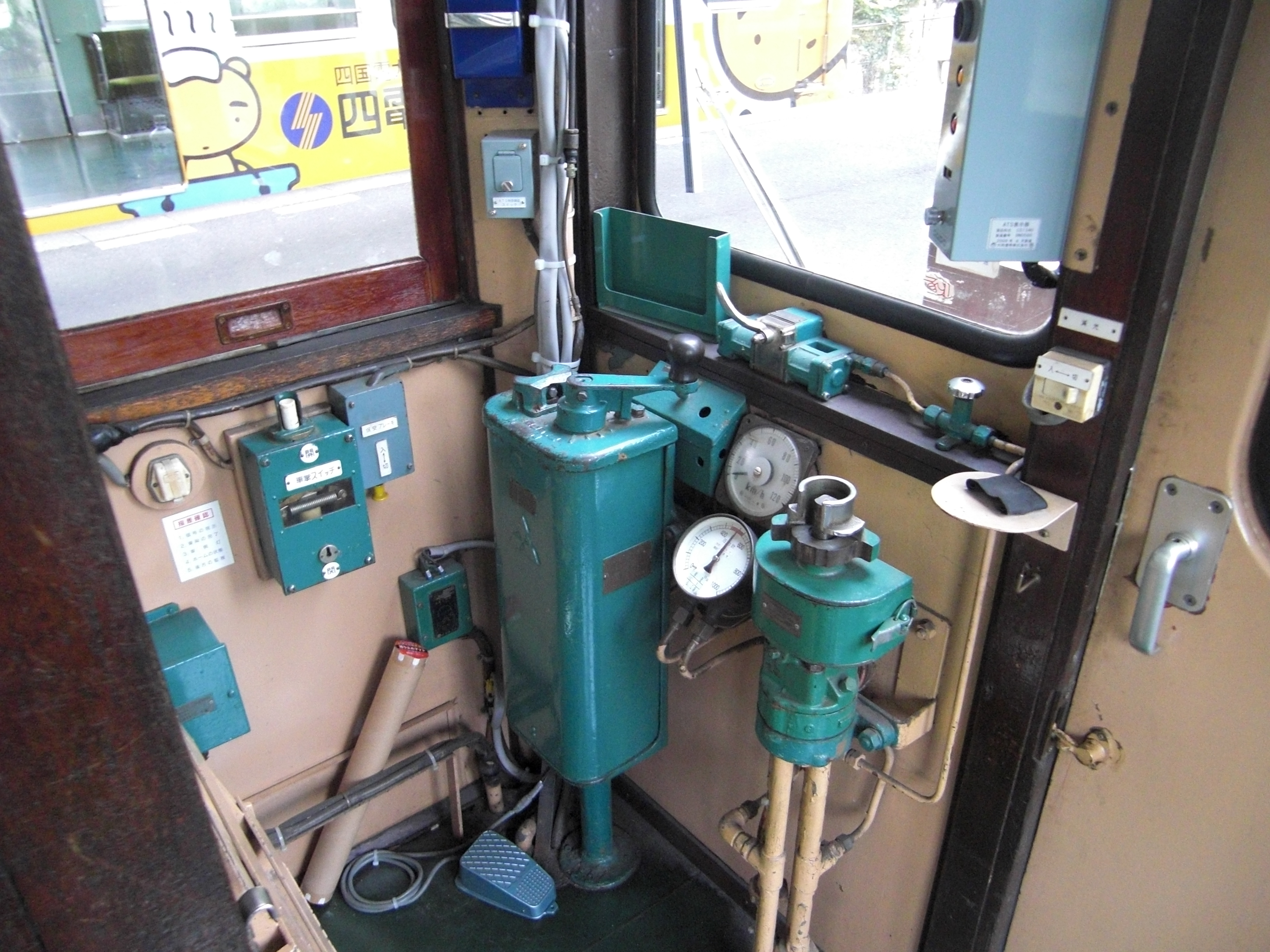
高松琴平電気鉄道20形の運転台。マスターコントローラの下の足踏みスイッチがデッドマン装置

デッドマン装置（デッドマンそうち）とは、機械の安全装置の一つで、人間の操作者が死亡・意識不明などの事態に陥ったときや、不用意に運転位置を離れた際に自動的に動作（あるいは停止）して事故を防止する装置である。とくに車両のデッドマン装置をデッドマンブレーキ（英: dead man's brake）と称することも多い。自動車のデッドマン装置はドライバー異常時対応システム（英: Emergency Driving Stop System）と呼ばれる。産業用ロボットのデッドマン装置はデッドマンスイッチ（英: dead man's switch）と呼ばれる。コンピュータなど機械の不具合を検知する類似の機構はウォッチドッグタイマーと呼ばれる。

## 車両

### 鉄道車両
1918年、アメリカで、ブルックリン・ラピッド・トランジット（BRT、現在のニューヨーク市地下鉄）が速度超過したままカーブに進入して脱線するというマルボーン・ストリート鉄道事故が起きた。死者多数の惨事を受けて、車両や信号に多数の安全装置が導入されたが、その一つが、運転席に設置され暴走を防ぐデッドマン装置であった。
デッドマンブレーキの機構としては、自動復帰型（力をかけない開放状態にすると自動的にニュートラルになる）のボタン、レバー、ペダルなどを持つ。運用中、それから手や足が離れ開放状態に戻ると、装置本体が動作する。

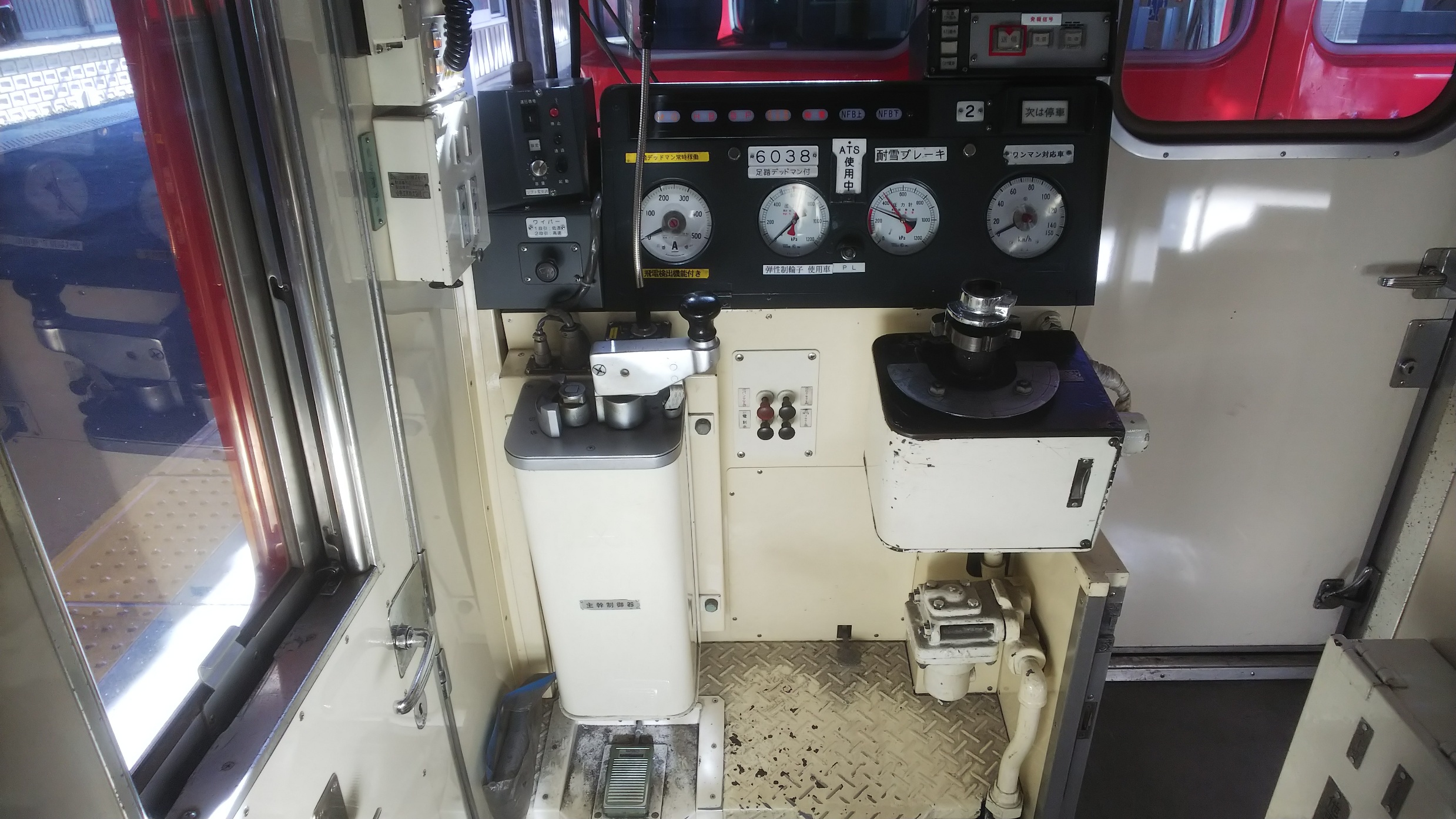
名鉄6000系の足踏デッドマン付運転台（中央車両番号プレートの下に表示がある）

列車運転中に運転士の意識喪失などの異常事態が発生した場合に、自動的に列車を停止させる運転保安装置がある。大手私鉄やJR西日本223系電車以降の新型車両などで一般的に使用されている。
その言葉（Dead Man）が意味するように、「運転士が死んで車両が暴走するのを防ぐ」という発想から来た言葉ともいわれる。
デッドマン装置が搭載されている車両には、運転中に運転士が常に保持していなければならない装置部品が取り付けられている。
マスター・コントローラーとブレーキハンドルが分かれている2ハンドルタイプの車両では、手を離すとマスコンハンドルの握り部分が飛び出すもの・マスコン可動部分が跳ね上がるものなどが、マスコンとブレーキが一体化している1ハンドルタイプの車両では、ハンドルの握り部分に保持レバーがあるものが、それぞれ一般的である。その他、足元にペダルが設置された車両もある。
一般に、運転中にこれらの装置部品から手足を離すと即座に非常ブレーキがかかる仕組みになっているが、力行中のみ動作するもの、ハンドルがブレーキ位置にある場合は動作しないもの、ブレーキ位置にあってもブレーキ段数が一定以下の場合にも動作するもの、力行中のみ動作するが単に力行がオフになるだけのもの、さらに、ワンマン運転の路線・車両では動作時に無線による非常信号が発信されるものなど、様々なバリエーションがある。
なお、運転士に異常が起こった際にこれらの装置を握り締めながら気絶するなど、装置が動作しないケースは起こりえる。
一方JR各社や第三セクター鉄道の場合は、一定時間運転操作をしないと非常ブレーキがかかる緊急列車停止装置（EB装置）が多く採用されている。この違いは、主に電車で運転されてきた私鉄と、もともと機関車の一人乗務化の際の安全対策として導入されたものが一般化したJR（旧国鉄）との違いによるものが主な要因である。アメリカの鉄道車両で使用されている「Alerter」もこれに類似する。ただし、私鉄でもEB装置を導入している事業者があるほか、下記の改正以降EB装置と併設・併用する事業者もある。
なお、2006年の鉄道に関する技術上の基準を定める省令の改正により、同令第79条第3項に基づき新製車両にデッドマン装置または緊急列車停止装置（EB装置）を設置することが義務付けられた（既存車両は努力義務）。これは、ツーマン運転用車両における回送列車などで車掌が乗務しない事例が増えてきており、それに対処したものである。ただし、対象から除外されている車両もあり、詳細は以下の表に記載する。
|                                              | ツーマン運転                                                                                             | ワンマン運転 |
| -------------------------------------------- | --- | --- |
| 地下式構造または 高架式構造 （新幹線を含む） | 設置が必要 ただしATO・ATC・ATS （常に制限速度を超過するおそれのない装置に限る） により運転する車両を除く | 設置が必要 （地下鉄等旅客車は 作動時の通報装置を含む） ただしATO・ATC・ATS （常に制限速度を超過する おそれのない装置に限る） により運転する車両を除く |
| 同一運転室に2人 以上の乗務員が 乗務する車両  | 設置対象外                                                                                               | |
| 上記以外                                     | 設置が必要                                                                                               | 設置が必要 |

### 自動車
国土交通省は2016年3月29日に、ドライバーが急病などで運転の継続が困難になった場合に、自動で停止させる「ドライバー異常時対応システム」のガイドラインを策定した。ガイドラインでは、異常検知では、システム作動によって非常ブレーキが作動する「異常自動検知型」とドライバー並びに同乗者が非常ボタンを押して「押しボタン型」を定めているほか、非常ブレーキ作動時の停止に関しては、単純停止方式と車線内停止方式を定めている。非常ブレーキ作動時は、周囲に知らせるためにクラクションが鳴り、尾灯とハザードランプが点灯する。「ドライバー異常時対応システム」搭載車にはステッカーが貼られる。
2018年に、日野・セレガと統合車種であるいすゞ・ガーラに世界で初めて搭載された。日野のシステムは2018年にグッドデザイン賞を受賞している。大型・中型トラックにも搭載が進んでおり、2021年にはいすゞ・ギガと三菱ふそう・スーパーグレートにメーカーオプションで設定された。
押しボタン型は、ドライバーが非常ボタンを押した場合は即座に非常ブレーキが作動して停止する。同乗者が非常ボタンを押した場合は軽いブレーキが掛かった後に非常ブレーキが作動して停止する。停止後は客室内にもホーンが鳴ると同時に、赤色のフラッシャーが点灯する。

#### メーカー毎の状況
| 検知方式                     | 主な搭載車種 | 解説 |              |              |
| トヨタ自動車                 | トヨタ自動車 | トヨタ自動車 | トヨタ自動車 | トヨタ自動車 |
| ---------------------------- | --- | --- | ------------ | ------------ |
| 押しボタン型                 | SORA（2019年9月一部改良モデル以降） | 作動時と停止時にアナウンスが流れる。 |              |              |
| 日野自動車                   | | |              |              |
| 押しボタン型                 | セレガ（2代目・2018年7月一部改良モデル以降〜2019年6月モデルまで） | 停止後はICTサービスである「HINO CONNECT」にて、ユーザーが登録したメールアドレスを通じて、対象車両・作動時刻・位置情報が通知される。 |              |              |
| 異常自動検知型と押しボタン型 | セレガ（2代目・2019年7月一部改良モデル以降） | 異常自動検知型はドライバーモニター・車線逸脱警報と連動し、ドライバーに異常が発生した場合は車両を自動的に停止させる。 停止後はICTサービスである「HINO CONNECT」にて、ユーザーが登録したメールアドレスを通じて、対象車両・作動時刻・位置情報が通知される。                                                                               |              |              |
| 異常自動検知型と押しボタン型 | レンジャー（6代目・2021年8月一部改良モデル以降） | 一部車型に標準装備。その他の車型はメーカーオプション。 異常自動検知型はドライバーモニターII・車線逸脱警報と連動し、ドライバーに異常が発生した場合は車両を自動的に停止させる。 |              |              |
| 押しボタン型                 | ブルーリボン（KV系、2019年7月一部改良モデル以降） ブルーリボンハイブリッド（2019年7月一部改良モデル以降） ブルーリボンハイブリッド連節バス レインボー（KR系、2019年7月一部改良モデル以降） | いすゞとの統合車種であるブルーリボン（=エルガ）・ブルーリボンハイブリッド（=エルガハイブリッド）・ブルーリボンハイブリッド連節バス（=エルガデュオ）・レインボー（=エルガミオ）に搭載。下記いすゞの項目を参照。 |              |              |
| 押しボタン型                 | メルファ（2021年10月一部改良モデル以降） | |              |              |
| いすゞ自動車                 | | |              |              |
| 押しボタン型                 | ガーラ（2代目・2018年7月一部改良モデル以降〜2019年5月モデルまで） | 日野との統合車種であるガーラ（=セレガ）に搭載。上記日野の項目を参照。 ICTサービスは未装備。 |              |              |
| 異常自動検知型と押しボタン型 | ガーラ（2代目・2019年6月一部改良モデル以降） | 日野との統合車種であるガーラ（=セレガ）に搭載。上記日野の項目を参照。 ICTサービスは未装備。 |              |              |
| 異常自動検知型と押しボタン型 | ギガ（2代目・2021年5月一部改良モデル以降） | 全車型にメーカーオプション。 異常自動検知型はドライバーステータスモニターと連動し、ドライバーに異常が発生した場合は車両を自動的に停止させる。 停止後はユーザーが登録したメールアドレスを通じて、対象車両・作動時刻・位置情報が通知される。                                                                                             |              |              |
| 押しボタン型                 | エルガ（2代目、2019年6月一部改良モデル以降） エルガハイブリッド（2代目、2019年6月一部改良モデル以降） エルガデュオ エルガミオ（2代目、2019年6月一部改良モデル以降）                        | 作動時と停止時に日本語と英語のアナウンスが流れる。 |              |              |
| 押しボタン型                 | ガーラミオ（2代目、2021年9月一部改良モデル以降） | 日野との統合車種であるガーラミオ（=メルファ）に搭載。上記日野の項目を参照。 ICTサービスは未装備。 |              |              |
| 三菱ふそうトラック・バス     | | |              |              |
| 押しボタン型                 | エアロクィーン（3代目、2019年4月一部改良モデル以降） エアロエース（2019年4月一部改良モデル以降）                                                                                           | 停止後はICTサービスである「バスコネクト」を通じて、対象車両・作動時刻・位置情報が通知される。 |              |              |
| 押しボタン型                 | エアロスター（2代目、2019年9月一部改良モデル以降） | 作動時と停止時にアナウンスが流れる。 |              |              |
| 異常自動検知型               | スーパーグレート（2代目、2021年6月一部改良モデル以降） | プロキシミティ・コントロール・アシストが標準装備されるプレミアム・ラインとプロ・ラインは全車型にメーカーオプション。 エコ・ラインはプロキシミティー・コントロール・アシストとセットでメーカーオプション。 ハンズオン検知システムを通じて60秒間ステアリング操作が行われない場合、車両をモニターと警告音と共に車線へ自動的に停止させる。 |              |              |

### その他の車両
- リーチ式（立席型）フォークリフトに装置されたデッドマンブレーキは、放すと効くブレーキペダルによって、運転者が不用意に運転位置を離れた際の逸走を防ぐ。
- 消防車（はしご車）にも導入されている。

## 船舶
水上オートバイにおいては、船舶職員及び小型船舶操縦者法施行規則 第百二十七条により
- ｢操縦者が船外に転落した際、推進機関が自動的に停止する機能を有する等操縦者がいない状態の小型船舶が船外に転落した操縦者から大きく離れないような機能を有すること。｣

と、デッドマン装置の装備を義務付けている。

## 産業用ロボット
産業用ロボットのデッドマン装置、デッドマンスイッチは現在イネーブルスイッチ（英: Enable switch）と呼ばれるもので、いわゆる3ポジションスイッチである。つまり、力を入れていない時はOFF、適度な力をかけている時のみON、そして強い力をかけた時はOFFとなる回路である。
このデッドマンスイッチは産業用ロボットのティーチング時に有効となる装置で、スイッチがONとなっている時のみロボットに電力が流れるようになる。
ティーチング時、普段はデッドマンスイッチに適切な力を加えてロボットの電力を入れて操作装置でロボットを操作するが、非常事態において手元の操作装置を手放すか強く握ってしまうかは人によって異なり、どちらの場合でもOFFとなるよう働くことで非常事態における災害発生を防止する。

## 医用放射線機器
医用放射線機器のうち透視型X線装置は曝射スイッチが押されている間は常に放射線が照射されるため、大線量被曝による放射線障害を防止する目的でフットペダルから足を離した瞬間に放射線の照射が止まる機構となっている。またそれ以外に透視型X線装置や放射線治療装置は、操作者（診療放射線技師）の被曝を防ぐため通常患者から離れた位置で操作を行わなければならないので、患者と装置の衝突の危険がある場合にすぐに装置を停止できるようデッドマン形制御としなければならないことがJISに定められている。